# Thaiföld a 2018. évi téli olimpiai játékokon
Thaiföld a dél-koreai Phjongcshangban megrendezett 2018. évi téli olimpiai játékok egyik részt vevő nemzete volt. Az országot az olimpián 2 sportágban 4 sportoló képviselte, akik érmet nem szereztek.

## Alpesisí
Férfi
| Versenyző                | Versenyszám      | 1. futam      | 1. futam      | 2. futam | 2. futam | Összesítés | Összesítés |
| Versenyző                | Versenyszám      | Idő           | Hely.         | Idő      | Hely.    | Idő        | Helyezés   |
| ------------------------ | ---------------- | ------------- | ------------- | -------- | -------- | ---------- | ---------- |
| Nicola Zanon             | Óriás-műlesiklás | nem ért célba | nem ért célba | kiesett  | kiesett  | kiesett    | kiesett    |
| Nicola Zanon             | Műlesiklás       | nem indult    | nem indult    | kiesett  | kiesett  | kiesett    | kiesett    |
| Alexia Arisarah Schenkel | Óriás-műlesiklás | nem ért célba | nem ért célba | kiesett  | kiesett  | kiesett    | kiesett    |
| Alexia Arisarah Schenkel | Műlesiklás       | nem ért célba | nem ért célba | kiesett  | kiesett  | kiesett    | kiesett    |

## Sífutás
Távolsági
Férfi
| Versenyző      | Versenyszám | Idő        | Helyezés   |            |
| -------------- | ----------- | ---------- | ---------- | ---------- |
| Mark Chanloung | 15 km       | 38:40,8    | 75.        |            |
| Mark Chanloung | 50 km       | lekörözték | lekörözték | lekörözték |

Női
| Versenyző       | Versenyszám | Idő     | Helyezés |
| --------------- | ----------- | ------- | -------- |
| Karen Chanloung | 10 km       | 32:30,2 | 82.      |

Sprint
| Versenyző      | Versenyszám         | Selejtező | Selejtező | Negyeddöntő | Negyeddöntő | Elődöntő | Elődöntő | Döntő   | Helyezés |
| Versenyző      | Versenyszám         | Idő       | Hely.     | Idő         | Hely.       | Idő      | Hely.    | Idő     | Helyezés |
| -------------- | ------------------- | --------- | --------- | ----------- | ----------- | -------- | -------- | ------- | -------- |
| Mark Chanloung | Férfi egyéni sprint | 3:26,12   | 54.       | kiesett     | kiesett     | kiesett  | kiesett  | kiesett | 54.      |